# اسکلیگر (دهانه)
اسکلیگر یک دهانه برخوردی در ماه‌ است.

## دهانه‌های اقماری
این دهانه ۱ دهانه اقماری دارد.
| Scaliger | عرض جغرافیایی | طول جغرافیایی | قطر          |
| -------- | ------------- | ------------- | ------------ |
| U        | ۲۶.۶° S       | ۱۰۶.۵° E      | ۱۱.۰ کیلومتر |